# اولتسینی
شهر اولتسینی (به روسی: Улцињ) در کشور مونته‌نگرو واقع شده‌است. جمعیت این شهر ۱۱٫۰۱۹ نفر  است. در تاریخ سده ۵ (پیش از میلاد) به عنوان شهر شناخته شد.